# Barackpálma
A barackpálma (Bactris gasipaes) az egyszikűek (Liliopsida) osztályának pálmavirágúak (Arecales) rendjébe, ezen belül a pálmafélék (Arecaceae) családjába tartozó faj.

## Előfordulása
A barackpálma főként a trópusi Amerikában fordul elő; Közép- és Dél-Amerika területein.

## Változatai
- Bactris gasipaes var. chichagui (H.Karst.) A.J.Hend., Fl. Neotrop. Monogr. 79: 73 (2000)
- Bactris gasipaes var. gasipaes

## Megjelenése

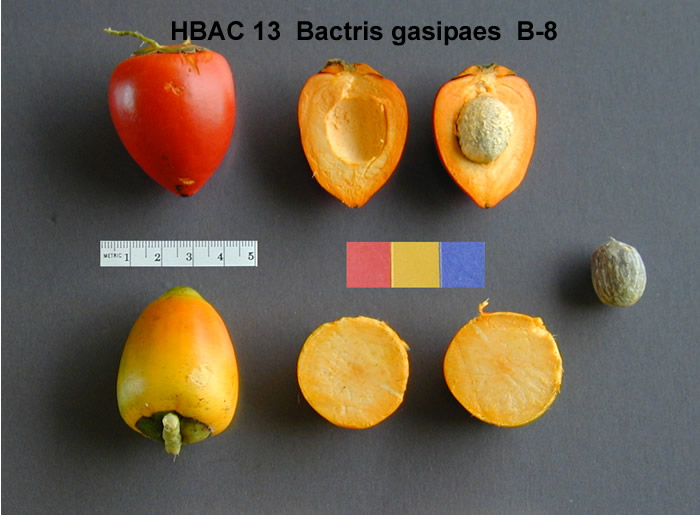
A barackpálma termései

A növény törzse - olykor csak felső részén - hosszú tüskékkel sűrűn borított, köztük keskeny, tüske nélküli gyűrűk láthatók; gyakran több törzs áll sűrűn egymás mellett. A levelek többnyire sárgászöldek, a levélkék csúcsukon hátratörtek. Felálló törzsű, legfeljebb 20 méter magas fa (ritkán a 30 métert is elérheti). A levél szárnyalt, ívben elhajló, körülbelül 3,5 méter hosszú. A levélnyél és a levélgerinc tüskés, a levélkék nagyon keskenyek, rendszertelen csoportokban helyezkednek el. Sárgásfehér virágai ágas virágzatokban fejlődnek, amelyek a levelek között erednek, később azonban csüngők. A virágzatok murvalevele tüskés. Termése többnyire háromszínű, a zöldtől a sárgán keresztül a narancsvörösig, körülbelül 6 centiméter hosszú, gyengén 3 vagy 6 élű.

## Egyéb
Az Amazonas-medence és a vele határos területek lakóinak egyik legfontosabb haszonnövénye. A halványsárga, lisztes terméshúst mindenesetre órákig tartó főzéssel lehet csak élvezhetővé tenni. A termés bőven tartalmaz keményítőt, és ezáltal liszt előállítására, valamint egy alkoholos ital erjesztésére is alkalmas, amelyet többnyire rituális alkalmakra készítenek. A törzs rendkívül kemény tüskéit fúvócsőhöz nyílhegyként használják, a levélnyél rostjaiból köteleket csinálnak. A Bactris nemzetség kereken 240 fajából másokat is használnak hasonló célokra.

## Képek

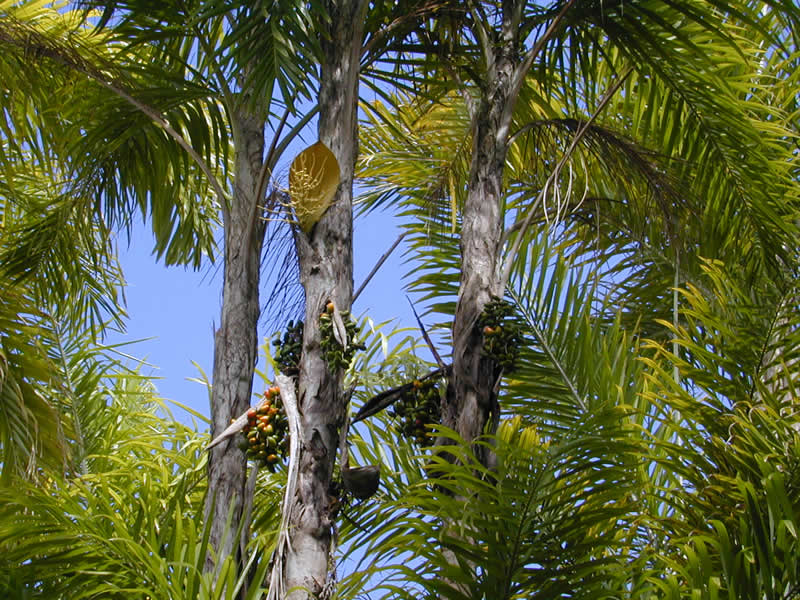
A növény
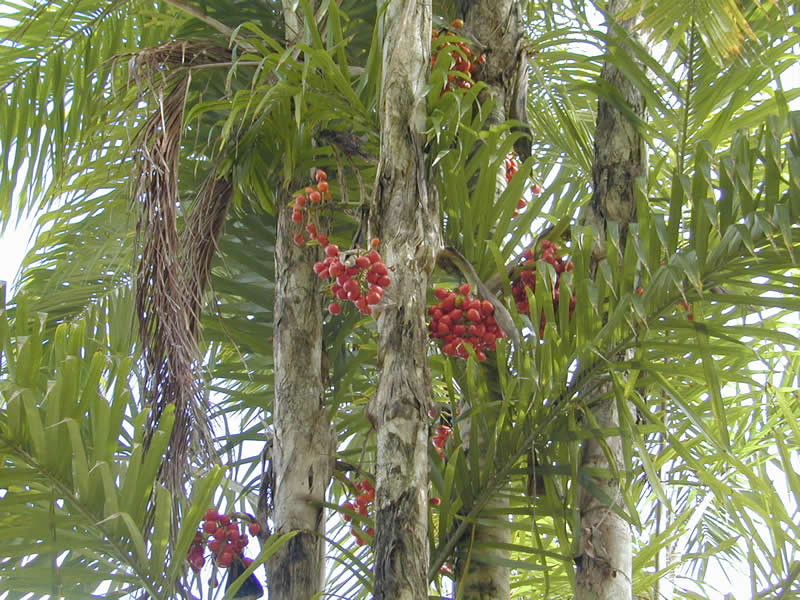
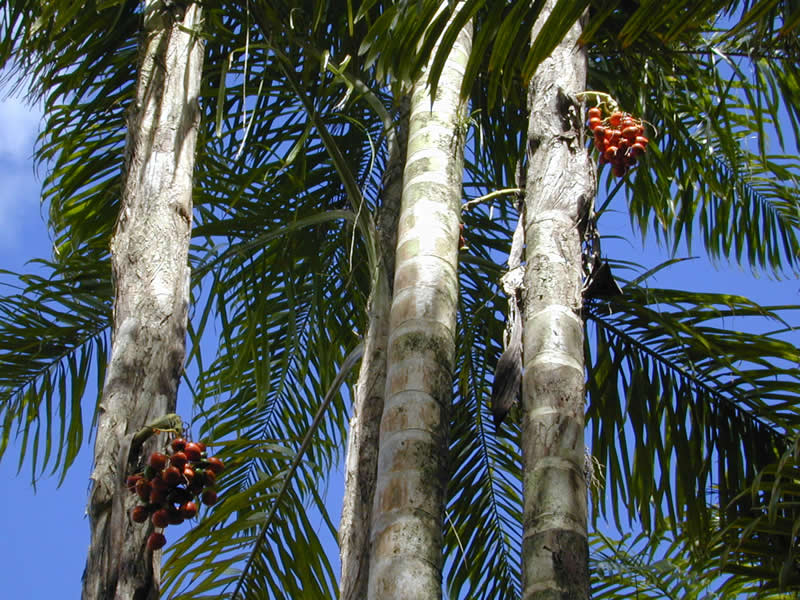
Törzse
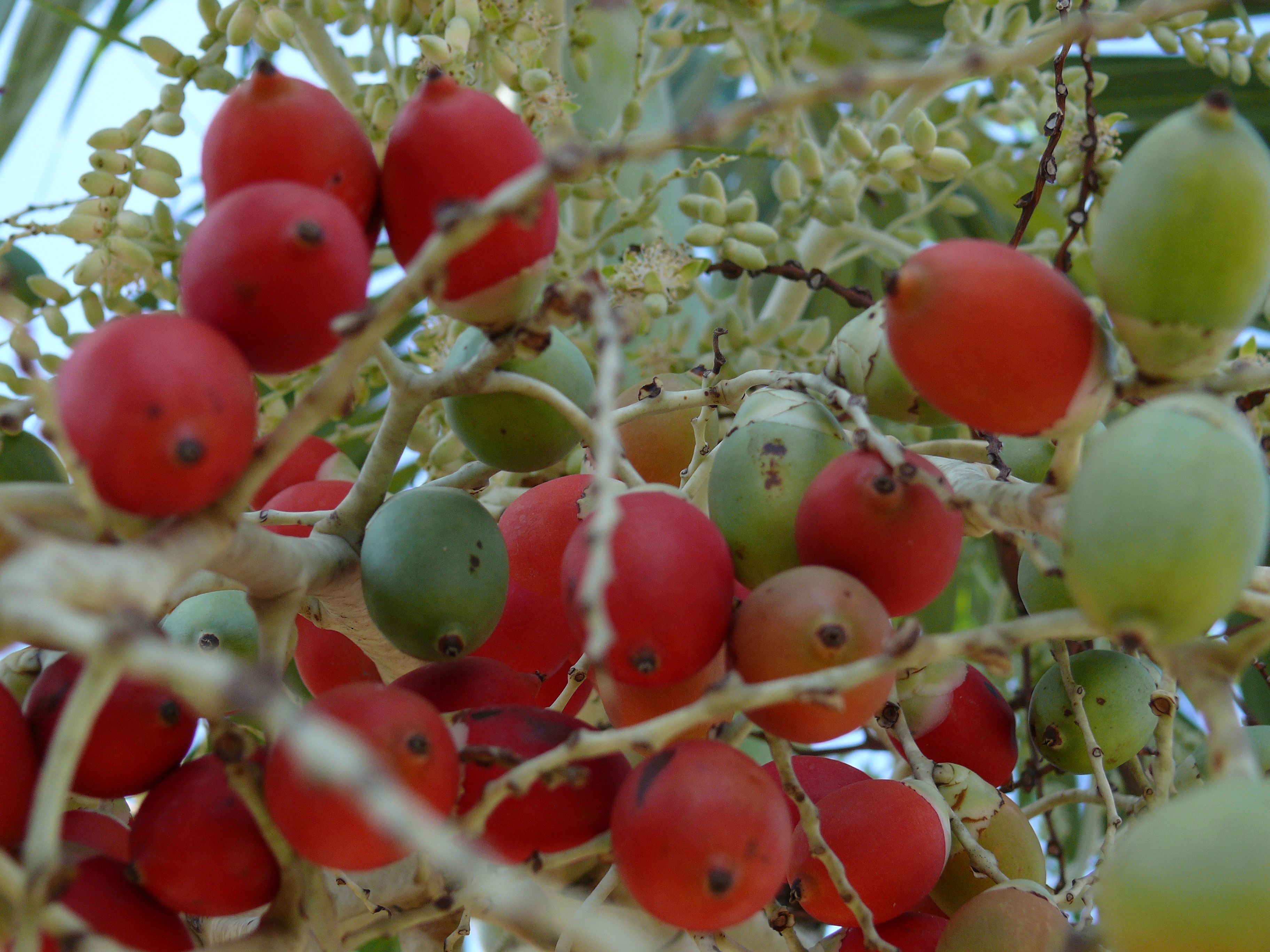
Termése a fán
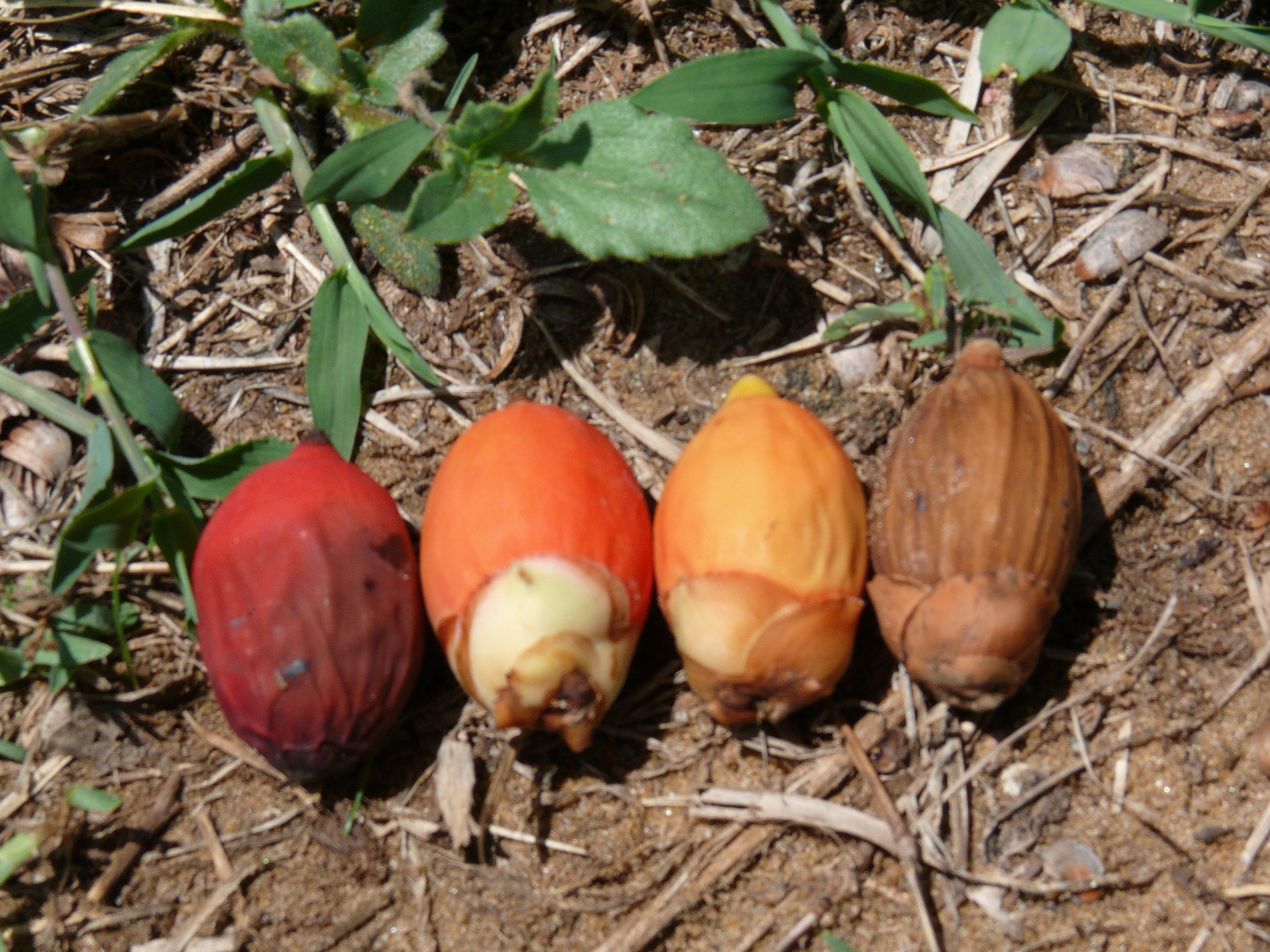
és leszedve
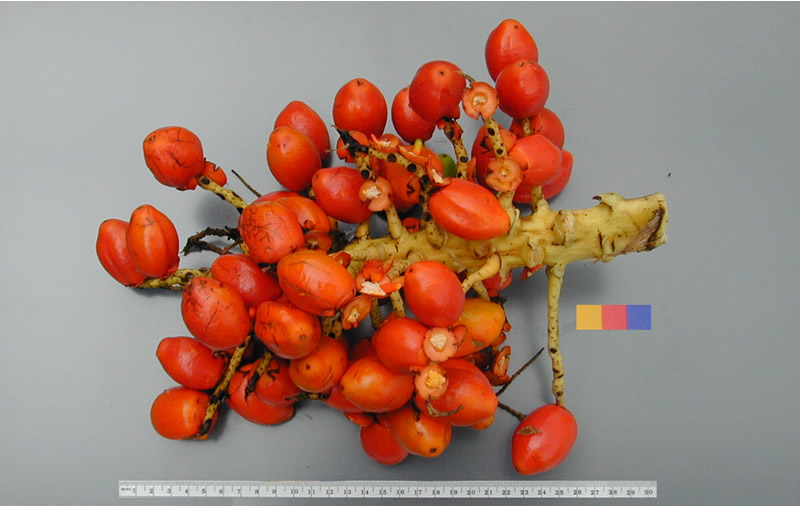
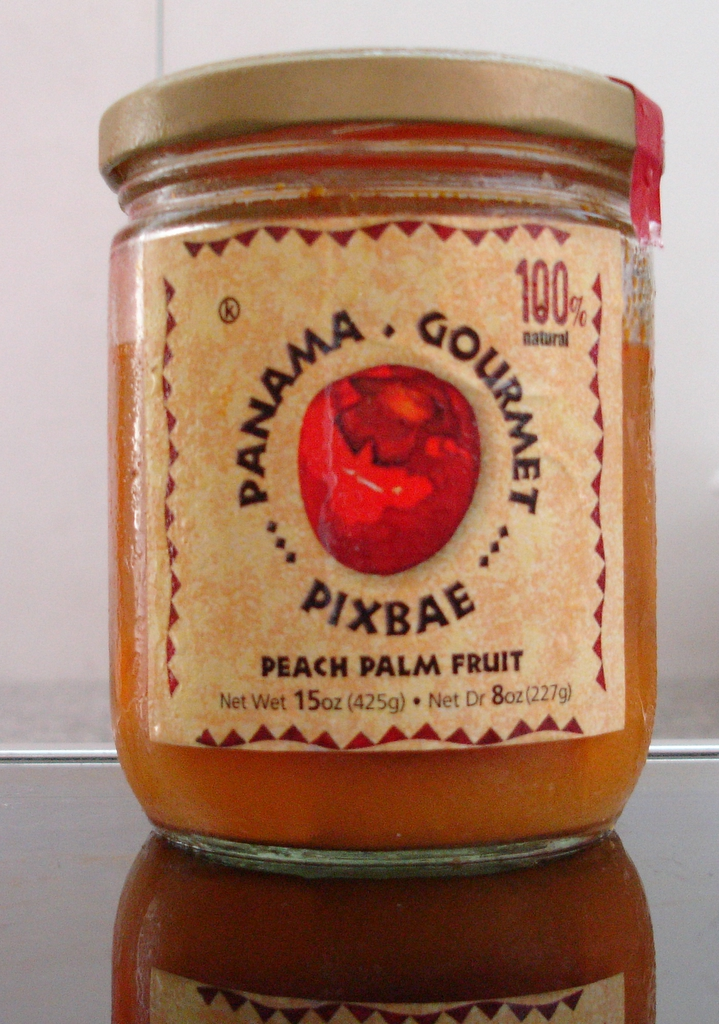
Barackpálma gyümölcséből készült termék
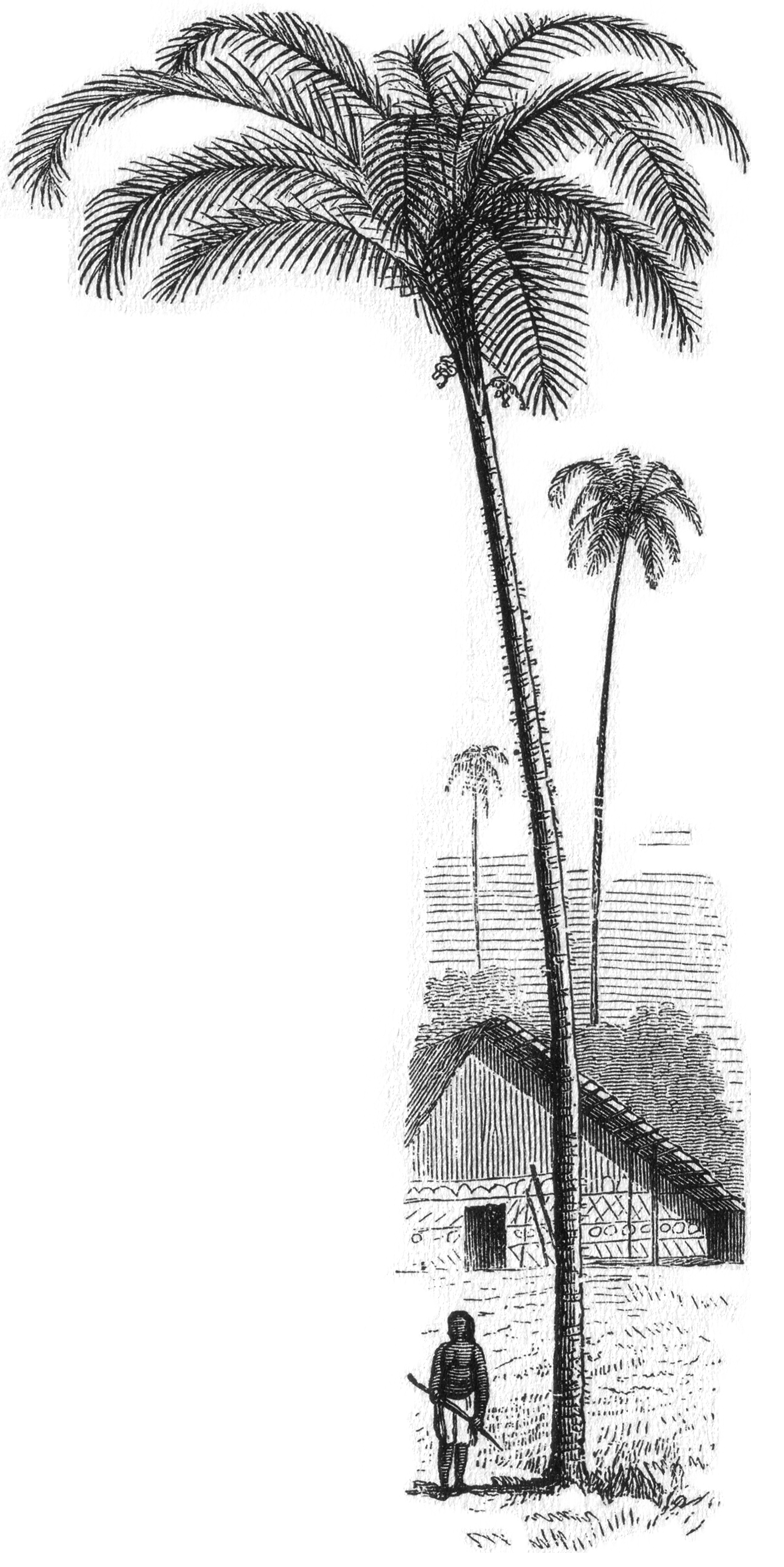
Rajz a növényről